# Moto G (2024)
Moto G (2024) — лінія смартфонів від компанії Mototola Mobility, що входить в сімейство Moto G. Вона складається з базової моделі бюджетного рівня Moto G 5G (2024), моделі початкового рівня Moto G Play (2024), моделі середньо-бюджетного рівня Moto G Power 5G (2024) та моделі середнього рівня зі стилусом Moto G Stylus 5G (2024). Вона є наступницею лінійки Moto G (2023).

## Дизайн
Екран Moto G Play виконаний зі скла Corning Gorilla Glass 3, а в інших моделей — зі скла невідомої моделі. Задня панель Moto G Play виконана з матового пластику, а в інших моделей — зі штучної шкіри. Рамка всіх моделей виконана з пластику.
В Moto G Play знизу розміщені роз'єм USB-C, динамік та мікрофон. Зверху розташовані другий мікрофон та 3,5 мм аудіороз'єм. З лівого боку розташований слот під 1 SIM-картку і карту пам'яті, а з правого — кнопки регулювання гучності та кнопка блокування, в яку вбудований сканер відбитків пальців.
В інших моделей знизу розміщені роз'єм USB-C, динамік, мікрофон та 3,5 мм аудіороз'єм. Зверху розташований другий мікрофон. З лівого боку розташований слот під 1 SIM-картку і карту пам'яті, а з правого — кнопки регулювання гучності та кнопка блокування, в яку в Moto G 5G та G Power 5G вбудований сканер відбитків пальців.
Смартфони лінійки Moto G (2024) продаються в наступних кольорах:
| Moto G 5G (2024) | Moto G 5G (2024) | Moto G Play (2024) | Moto G Play (2024) | Moto G Power 5G (2024) | Moto G Power 5G (2024) | Moto G Stylus 5G (2024) | Moto G Stylus 5G (2024) |
| Колір            | Назва            | Колір              | Назва              | Колір                  | Назва                  | Колір                   | Назва                   |
| ---------------- | ---------------- | ------------------ | ------------------ | ---------------------- | ---------------------- | ----------------------- | ----------------------- |
|                  | Sage Green       |                    | Sapphire Blue      |                        | Midnight Blue          |                         | Caramel Latte           |
|                  |                  |                    |                    |                        | Pale Lilac             |                         | Scarlet Wave            |

## Технічні характеристики

### Апаратне забезпечення

#### Платформа
Moto G 5G отримав процесор Qualcomm Snapdragon 4 Gen 1 з графічним процесором Adreno 619, Moto G Play — Qualcomm Snapdragon 680 4G з Adreno 610, Moto G Power 5G — MediaTek MediaTek Dimensity 7020 з IMG BXM-8-256, а Moto G Stylus 5G, як попередник — Qualcomm Snapdragon 6 Gen 1 з Adreno 710.

#### Акумулятор
Акумуляторна батарея всіх моделей отримала об'єм 5000 мА·год. Також Moto G 5G отримав підтримку швидкої зарядки потужністю 18 Вт, Moto G Play — 15 Вт, а Moto G Power 5G та G Stylus 5G отримали підтримку швидкої зарядки (TurboPower в G Stylus 5G) потужністю 30 Вт та бездротової зарядки потужністю 15 Вт.

#### Камера
Moto G 5G, G Power 5G та G Stylus 5G отримали подвійну основну камеру, де в Moto G 5G це ширококутний об'єктив та макрооб'єктив, а в G Power 5G та Moto G Stylus 5G — ширококутний та надширококутний, а G Play (2024), на відміну від попередника з потрійною камерою, отримав тільки один об'єктив основної камери. Ширококутні об'єктиви всіх моделей мають фазовий автофокус.
Також пристрої мають фронтальну камеру. Нижче наведено таблицю з детальними характеристиками камер:
| Модель телефона               | Moto G 5G (2024)             | Moto G Play (2024)           | Moto G Power 5G (2024)            | Moto G Stylus 5G (2024)                                        |
| ----------------------------- | ---------------------------- | ---------------------------- | --------------------------------- | -------------------------------------------------------------- |
| Ширококутний об'єктив         | 50 Мп, f/1.8, 0,64 мкм, PDAF | 50 Мп, f/1.8, 0,64 мкм, PDAF | 50 Мп, f/1.8, 0,64 мкм, PDAF, OIS | 50 Мп Samsung ISOCELL S5KGN9, f/1.8, 1/1,57", 1 мкм, PDAF, OIS |
| Надширококутний об'єктив      | Немає                        | Немає                        | 8 Мп, f/2.2, 118°, 1,12 мкм, AF   | 13 Мп SK Hynix HI1336, f/2.2, 118°, 1,12 мкм, AF               |
| Макрооб'єктив                 | 2 Мп, f/2.4                  | Немає                        | Немає                             | Немає                                                          |
| Відео (основна камера)        | 1080p@30fps                  | 1080p@30fps                  | 1080p@30fps                       | 4K@30fps                                                       |
| Передня камера                | 8 Мп, f/2.0, 1/4", 1,12 мкм  | 8 Мп, f/2.0, 1/4", 1,12 мкм  | 16 Мп, f/2.4, 1 мкм               | 32 Мп, f/2.4, 0,7 мкм                                          |
| Відео (передня камера камера) | 1080p@30fps                  | 1080p@30fps                  | 1080p@30fps                       | 4K@30fps                                                       |

#### Екран
Moto G Stylus 5G отримав екран P-OLED з вбудованим під ним оптичним сканером відбитків пальців, а інші моделі лінійки Moto G (2024) отримали рідкокристалічні дисплеї. В усіх моделей екран має круглий виріз під фронтальну камеру зверху в центрі та підвищену частоту оновлення. Нижче наведено таблицю з докладнішими характеристиками дисплеїв:
| Модель телефона       | Moto G 5G (2024) | Moto G Play (2024) | Moto G Power 5G (2024) | Moto G Stylus 5G (2024) |
| --------------------- | ---------------- | ------------------ | ---------------------- | ----------------------- |
| Тип                   | IPS              | IPS                | IPS                    | P-OLED                  |
| Діагональ             | 6,6"             | 6,5"               | 6,7"                   | 6,7"                    |
| Співвідношення сторін | 20:9             | 20:9               | 20:9                   | 20:9                    |
| Роздільна здатність   | HD+ (1612 × 720) | HD+ (1600 × 720)   | Full HD+ (2400 × 1080) | Full HD+ (2400 × 1080)  |
| Щільність пікселів    | 269 ppi          | 269 ppi            | 391 ppi                | 395 ppi                 |
| Частота оновлення     | 120 Гц           | 90 Гц              | 120 Гц                 | 120 Гц                  |

#### Звук
Всі моделі отримали стереодинаміки. Роль другого динаміка виконує розмовний динамік.

#### Пам'ять
Moto G 5G продається в конфігурації 4/128 ГБ, G Play — 4/64 ГБ, G Power 5G — 8/128 ГБ, а G Stylus 5G — 8/128 та 8/256 ГБ. В усіх моделей об'єм сховища можна розширити картою пам'яті формату microSD до 2 ТБ в Moto G Stylus 5G і до 1 ТБ в інших моделей.

### Програмне забезпечення
Moto G Play був випущений на Android 13 з оболонкою My UI, а інші моделі — на Android 14 з оболонкою Hello UI. Пізніше Moto G Play був оновлений до Hello UI на базі Android 14.